# Prêmio Emmy Kids Internacional 2018
A 7° cerimônia de entrega dos International Emmy Kids Awards (ou Prêmio Emmy Kids Internacional 2018) aconteceu no Hotel InterContinental Carlton Cannes em 9 de abril de 2019 em Cannes, França. Eles são os únicos Emmys apresentados fora dos EUA.

## Cerimônia
Os indicados ao 7º prêmio internacional Emmy Kids Awards foram anunciados em 15 de outubro de 2018 pela Academia Internacional de Artes & Ciências da Televisão. Produções de 13 países concorreram ao prêmio em seis categorias. A cerimônia de entrega do Emmy aconteceu em Cannes, na França, em 9 de abril de 2019.

## Vencedores
| Melhor Animação | Melhor Programa Pré-Escolar |
| --- | --- |
| - Kop op - () - (Viking Film/VPRO TV/Job, Joris & Marieke) - Dennis & Gnasher Unleashed - () (CBBC) - Mini Beat Power Rockers - () - (Discovery Kids/Mundo Loco Animation Studios) - Oddbods - () - (One Animation Pte)                        | - Hey Duggee - () (Studio AKA) - The Show with the Elephant - () - (WDR/Trickstudio Lutterbeck) - Lily’s Driftwood Bay - () (Sixteen South Studios) - Luo Bao Bei - () - (Magic Mall/Cloth Cat/9 Story Distribution) |
| Melhor Série | Melhor Programa Digital |
| - Malhação: Viva a Diferença () (TV Globo) - Mustangs FC () - (Matchbox Pictures) - Jenny () - (Productions Avenida Inc.) - Die Pfefferkoerner () - (Tellux Film/Sad Origami/ZDF)                                                              | - Overgrep - () - (NRK) - # On the Night of August 31st - () - (NHK Bivrost) - Jenter - () - (NRK) - Secret Life of Boys - () - (Zodiak Kids Studios/CBBC/ABC)                                                       |
| Melhor Programa de Entretenimento sem Roteiro | Melhor Telefilme ou Minissérie |
| - Fixa Bröllopet - () - (Fremantlemedia Sverige) - Ali-A’s Superchargersn - () - (Endemol Shine) - Little Masters - () - (Shanghai Canxing Culture/Canxing Production) - The Voice Kids - () - (TV Globo)                                      | - Ratburger - () - (King Bert Productions) - Fairy Tales in Court - () - (NHK) - Dschermeni - () - (Tellux Film/Sad Origami/ZDF) - A Grande Viagem - () - (Aurora Filmes/Haikai Filmes)                              |
| Melhor Programa Fatual | |
| - My Life: Born to Vlog () (Blakeway North) - Las Mil y Una Notas () - (Orquesta Filarmonica de Toluca/Instituto de Cultura del Estado de Mexico) - Kroppen Min eier Jeg () - (Bivrost film & tv) - Good Host () - (Oak 3 Films Pte/Mediacorp) | |